# دوغلاس مور
دوغلاس مور (بالإنجليزية: Douglas Moore)‏ هو عالم موسيقى وملحن أمريكي، ولد في 10 أغسطس 1893 في نيويورك في الولايات المتحدة، وتوفي بنفس المكان في 25 يوليو 1969.

## وصلات خارجية
- دوغلاس مور على موقع الموسوعة البريطانية (الإنجليزية)
- دوغلاس مور على موقع ميوزك برينز (الإنجليزية)
- دوغلاس مور على موقع ميوزك برينز (الإنجليزية)
- دوغلاس مور على موقع قاعدة بيانات برودواي على الإنترنت (الإنجليزية)
- دوغلاس مور على موقع إن إن دي بي (الإنجليزية)
- دوغلاس مور على موقع ديسكوغز (الإنجليزية)